# 뉴린파

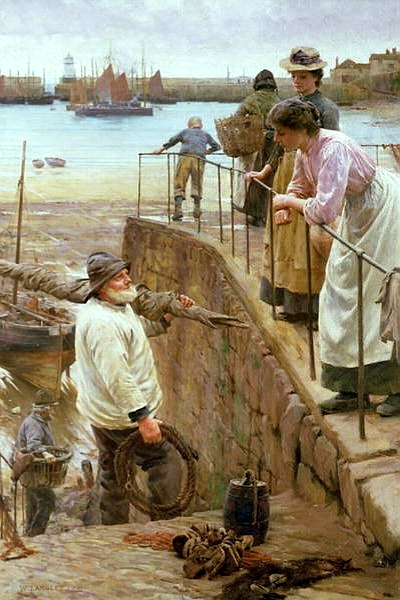
뉴린파의 창시자인 월터 랭글리가 그린 〈밀물과 썰물 사이〉, 1901년

뉴린파(Newlyn School)는 1880년대부터 20세기 초까지 영국 콘월주 남부 해안의 펜잰스에 인접한 어촌 마을인 뉴린에 기반을 둔 예술가들의 예술 공동체이다. 뉴린 파의 설립은 프랑스의 바르비종파와 유사하다. 바르비종파의 예술가들은 자연광을 강조하는 더 깨끗한 환경에서 그림을 그리기 위해 파리를 떠났다. 이들 화파는 관련된 캘리포니아 운동과 함께 야외 사생으로도 알려졌다.